# Hom funktor
Hom funktor je kovariantní bifunktor v lokálně malé kategorii {\displaystyle {\mathcal {C}}} typu {\displaystyle {\mathcal {C}}^{op}\times {\mathcal {C}}\rightarrow \mathbf {Set} } definovaný pro {\displaystyle A,B\in \mathrm {Ob} ({\mathcal {C}})} takto:
{\displaystyle Hom(A,-)} je kovariantní a pro {\displaystyle X,Y\in \mathrm {Ob} ({\mathcal {C}}),f:X\rightarrow Y} je {\displaystyle Hom(A,f)} funkce {\displaystyle Hom(A,f):Hom(A,X)\rightarrow Hom(A,Y),Hom(A,f)(g)=f\circ g}, kde {\displaystyle g\in Hom(A,X)}.
Podobně {\displaystyle Hom(-,B)} je kontravariantní a pro {\displaystyle X,Y\in \mathrm {Ob} ({\mathcal {C}}),h:X\rightarrow Y} je {\displaystyle Hom(h,B)} funkce {\displaystyle Hom(h,B):Hom(Y,B)\rightarrow Hom(X,B),Hom(h,B)(g)=g\circ h}, kde {\displaystyle g\in Hom(Y,B)}.
{\displaystyle Hom(-,-)} je tedy kovariantní bifunktor {\displaystyle {\mathcal {C}}^{\mathrm {op} }\times {\mathcal {C}}\rightarrow \mathbf {Set} }.